# Féregnyúlvány

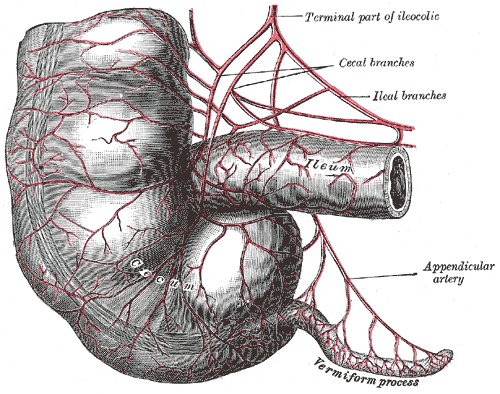
A féregnyúlvány és a vérellátása

A féregnyúlvány (appendix vermiformis, processus vermiformis) a vakbélhez csatlakozó, vakon végződő tubuláris szerv. A taeniák összefutásának helyén, a vakbél posteromedialis oldalán helyezkedik el, a Bauchin-billentyű alatt.

## Etimológia
Nevét a féreghez való hasonlóság miatt kapta: féregszerű (vermis), függelék (appendix). Vakbélnek nevezik tévesen a hétköznapi nyelvben a féregnyúlványt.

## Embriológia
A féregnyúlvány a bél malrotatioja során a vastagbélkeret bármely pontján elhelyezkedhet a jobb oldali csípőtövis és a bal hypocondrium között.

## Állatok féregnyúlványa
A gerinctelenek nem rendelkeznek féregnyúlvánnyal. A gerincesek közül a halak, kétéltűek, hüllők, madarak és az emlősök nagy részének szintén nincs féregnyúlványa. Az emlősök közül néhány erszényesnek, mint az oposszumnak és az erszényes medvének, a rágcsálók közül, a nyúlnak és a patkánynak, valamint a főemlősök közül az emberszabású majmoknak van féregnyúlványuk.

## Méretek (embernél)
Hossza átlagosan 8–10 cm, de lehet 2–26 cm között.
Külső átmérője: 5–8 mm, belső átmérője: 1–3 mm.

## Anatómia
A féregnyúlványt az esetek többségében teljesen peritoneum fedi. A háromszög alakú mesoappendix a caecumhoz és a terminalis ileumhoz rögzíti, ezzel egységet képez. A taeniák összefutásának helyén szájadzik a caecumba, ettől néha jelen levő Gerlach-billentyű választja el.

### Felépítése
Két szegmentumból épül fel:
- proximalis: horizontalis, az a. appendicularis által rögzített
- distalis: verticalis, mobilis

### Lokalizáció
A féregnyúlvány bázisa, leggyakrabban a caecum (vakbél) posteromedialis részén az ileocaecalis billentyű (Bauchin-billentyű) alatt helyezkedik el 2–3 cm-re. A féregnyúlvány helyzete igen változatos lehet:
- retrocaecalis, ez a leggyakoribb forma, ilyenkor a jobb oldali ureter közelében van. Lehet részben vagy teljesen extraperitonealis (nincs visceralis peritoneum borítás) elhelyezkedésű.
- interintestinalis, a vékonybél kacsok között van
  - preilealis, csípőbél előtt
  - postilealis, csípőbél mögött
- laterocaecalis (paracolicus), a vakbél külső oldalán helyezkedik el
- pelvicus, a kismedencében van a húgyhólyag, méh, petevezeték és psoas izom mellett
- promontoricus, a promontorium irányába helyezkedik el

## Vérellátás
- a. appendicularis (aorta „a. mesenterica superior” a. ileocolica)

A mesoappendixben fut és végartéria.

## Vénás elvezetés
- vv. appendiculares (v. ileocolica „v. mesenterica superior” v. cava inferior)

## Nyirokkeringés
A férgnyúlvány nyirokerei a v. ileocolica mentén található nodus ileocolicaba torkollnak. Az első nyirokcsomó láncolat az ileocaecalis szögletben található.

## Beidegzés
Kettős, a vastagbél beidegzéséhez hasonlóan.

## Szövettan
Felépítése a vastagbél jellegzetes falszerkezetéhez hasonló. A különbséget a limfoid szövetben gazdag mucosa és submucosa képezi, ezért is említik sokszor a „has mandulájaként”.

## Élettan
Szerepe embernél nem tisztázott, feltételezhetően az immunitásban vesz részt. Más emlősöknél a cellulóz emésztésében van szerepe.

## Betegségei
- Fejlődési rendellenességek:
  - féregnyúlvány a bal oldalon: situs inversusban
  - féregnyúlvány congenitalis hiánya: ritkaság
- Heveny féregnyúlvány-gyulladás vagy köznapi nevén vakbélgyulladás (appendicitis acuta)
- Idült féregnyúlvány gyulladás (appendicitis chronica)
- Féregnyúlvány daganatok
  - jóindulatú
  - rosszindulatú